# District de Chinsali
Le district de Chinsali est un district de Zambie, situé dans la province de Muchinga. Sa capitale est Chinsali. Selon le recensement zambien de 2010, le district a une population de 146 518 personnes.

## Population et société
En 2010, le district comptait 146 518 habitants (dont 73 992 femmes et 72 526 hommes), en augmentation de 13,9 % par rapport à 2000. La population y est majoritairement rurale (131 320 personnes).
| 2000    | 2010    |
| ------- | ------- |
| 128 646 | 146 518 |